# Nexus 10
De Nexus 10 is een tablet-pc van Google in samenwerking met Samsung. De Nexus 10 is de tweede tablet van Google en is de grotere broer van de Nexus 7-tablet die eerder in 2012 uitgebracht werd in samenwerking met Asus.
Het toestel zou, samen met de Nexus 4-smartphone en Android 4.2, op 29 oktober 2012 aangekondigd worden op een Android-event in New York, maar als gevolg van orkaan Sandy werd deze bijeenkomst afgelast. Google besloot daarop de aankondiging via hun blog te laten verlopen.
De Nexus 10 is in Nederland niet officieel uitgebracht. Toch biedt een klein aantal Nederlandse webwinkels het toestel in de loop van 2013 aan.

## Scherm
Het 10 inch-scherm heeft een resolutie van 2560 x 1600 pixels en een pixeldichtheid van 300 ppi. De Nexus 10 had toentertijd een scherm met de hoogste resolutie ooit op een tablet.

## Software
De Nexus 10 wordt geleverd met Android. Oorspronkelijk was dit Android 4.2. Android 5.1.1 is ook verkrijgbaar voor de Nexus 10.